# Barbodes bovanicus
Barbodes bovanicus är en fiskart som först beskrevs av Day, 1877.  Barbodes bovanicus ingår i släktet Barbodes och familjen karpfiskar. IUCN kategoriserar arten globalt som akut hotad. Inga underarter finns listade.